# 8a edició dels Premis Sant Jordi de Cinematografia
La 8a edició dels Premis Sant Jordi de Cinematografia (aleshores oficialment Premios San Jorge) va tenir lloc el 14 d'octubre de 1964, patrocinada pel "Cine Forum" de RNE a Barcelona dirigit per Esteve Bassols Montserrat i Jordi Torras i Comamala. Aquesta fou la segona edició que l'entrega va coincidir amb el II Sonimag. Foren entregats a l'Hotel Majestic en un acte presentat per Jorge Arandes i presidit per Jaime Delgado, president del II Sonimag, amb el secretari d l'ajuntament Esteve Bassols Montserrat.

## Premis Sant Jordi
| Categoria                      | Premiat                | Labor premiada     |
| ------------------------------ | ---------------------- | ------------------ |
| Millor pel·lícula espanyola    | El verdugo             | Pel·lícula         |
| Millor pel·lícula estrenada    | Il gattopardo          | Luchino Visconti   |
| Millor interpretació espanyola | Julián Mateos          | Young Sánchez      |
| Millor interpretació           | Jack Lemmon            | Dies de vi i roses |
| Millor sala de Barcelona       | Cinema Comèdia         | -                  |
| Millor Cine Club de Catalunya  | Cine Club de Valls     | -                  |
| Premi Especial del Jurat       | Josep Palau i Claveras | -                  |